# David C. Morley
David C. Morley (* 15. Juni 1923 in Rothwell, Northamptonshire; † 2. Juli 2009) war ein britischer Mediziner (Pädiatrie), bekannt für seine Entwicklung der Gesundheitsfürsorge mit einfachen Mitteln in der Dritten Welt.
Morley studierte Medizin an der Universität Cambridge und am St. Thomas Hospital. Nach dem Abschluss 1947 war er zwei Jahre in Malaysia (wo er seiner nationalen Dienstpflicht nachkam) und danach Arzt in Australien, Newcastle-upon-Tyne und in dem Dorf Imesi in Nigeria. Dort zeigte er, dass mit einfachen Mitteln die Kindersterblichkeit drastisch (über 80 %) gesenkt werden konnte. Seine Ideen konnte er später bei der UNICEF umsetzen, wo er Lernprogramme und Lernmittel (Teaching aids at low cost, TALC) für medizinisches Personal für Kinderheilkunde in der Dritten Welt entwarf und die Gründung von dörflichen Kinderstationen (Under Five Clinics) in Entwicklungsländern propagierte. Er gründete die Tropical Child Health Unit am Institute of Child Health in London und wurde dort Professor.
1981 erhielt er den ersten König-Faisal-Preis in Medizin und 1989 die James Spence Medaille. 1989 wurde er Commander of the British Empire (CBE). Er ist Ehrendoktor der Universität Uppsala.

## Schriften
- Paediatric priorities in the developing world, 1973